# Nealcidion silvai
Nealcidion silvai es una especie de escarabajo longicornio del género Nealcidion, tribu Acanthocinini, subfamilia Lamiinae. Fue descrita científicamente por Monné y Delfino en 1986.

## Descripción
Mide 6,7-9,8 milímetros de longitud.

## Distribución
Se distribuye por Brasil y Guayana Francesa.